# حسين كلمي أفرح
حسين كلمي أفرح (بالصومالية: Xuseen Kulmiye Afrax)‏، كان نائب رئيس الصومال في عهد سياد بري بين عامي 1972 و 1990.كما كان عضوا في المجلس الثوري الأعلى. 

## الحرب الأهلية
بعد اندلاع الحرب الأهلية الصومالية في عام 1991، لم يتم القبض عليه، من بين ضباط آخرين، أو طردهم من  مقديشو. ومع ذلك، كان الجنرال معروفًا بحديثه ضد مليشيات المؤتمر الصومالي الموحد كمجموعة عشائرية غير قادرة على توحيد الصومال. ولم يشارك في الحرب الأهلية عام 1991.